# MGプレス

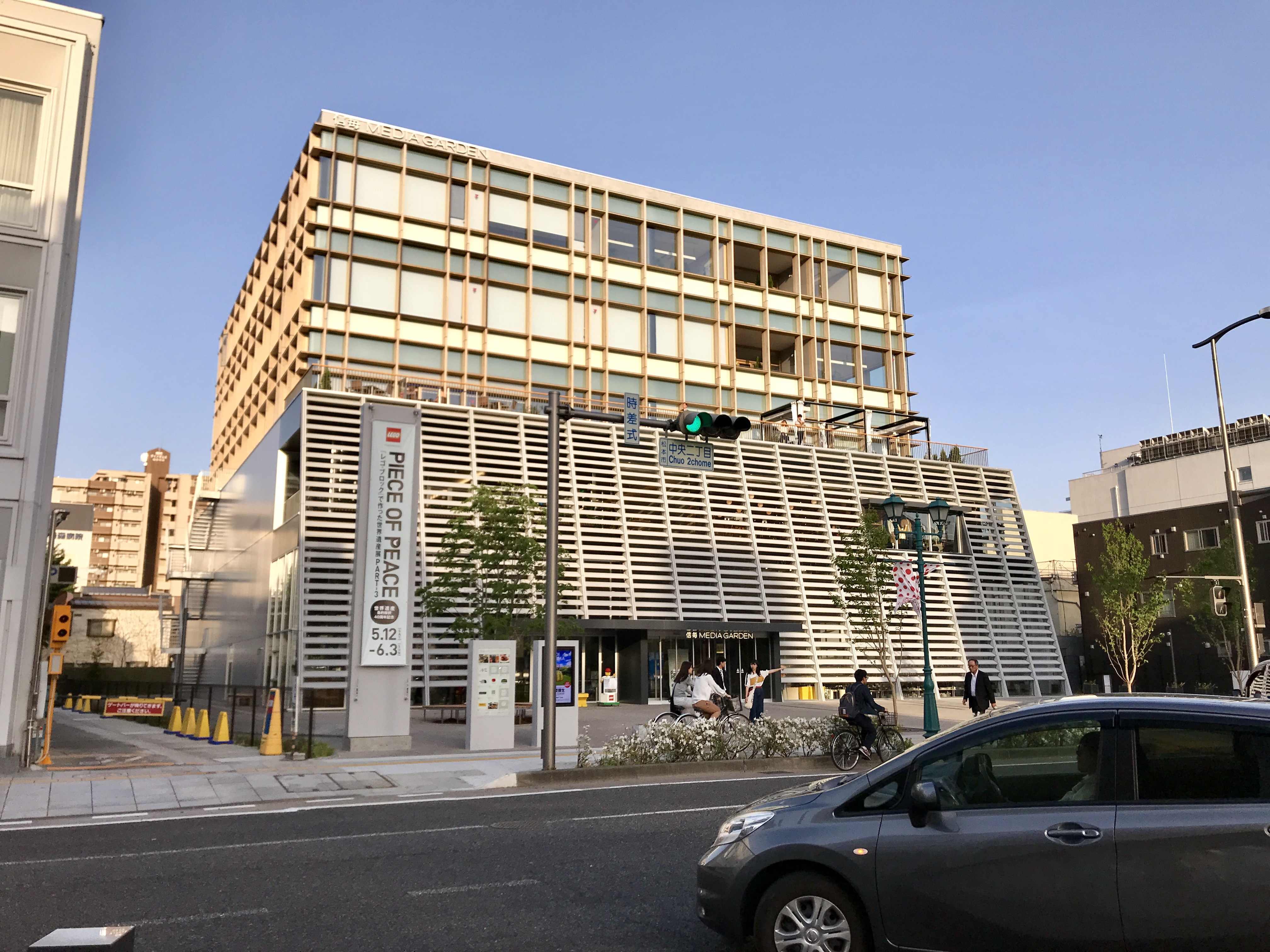
信毎メディアガーデン

MGプレス（エムジープレス、メディアガーデンプレス）は、長野県の信濃毎日新聞松本本社が発行するフリーペーパーであり、同紙の編集制作や広告営業を請け負っている企業である。

## 概要
信濃毎日新聞松本本社の「信毎メディアガーデン」への移転を機に『松本平タウン情報』（1994年創刊、週3回発行）と『週刊まつもと』（1989年創刊、週1回発行）を統合、2018年4月18日に創刊した。

## 配布方法
北安曇郡、大町市、東筑摩郡、安曇野市、松本市、塩尻市、木曽郡で、毎週火曜日から土曜日まで毎日、週5回、信濃毎日新聞朝刊に折り込まれ、11万5000部が配布されている。